# 大枝山古墳群

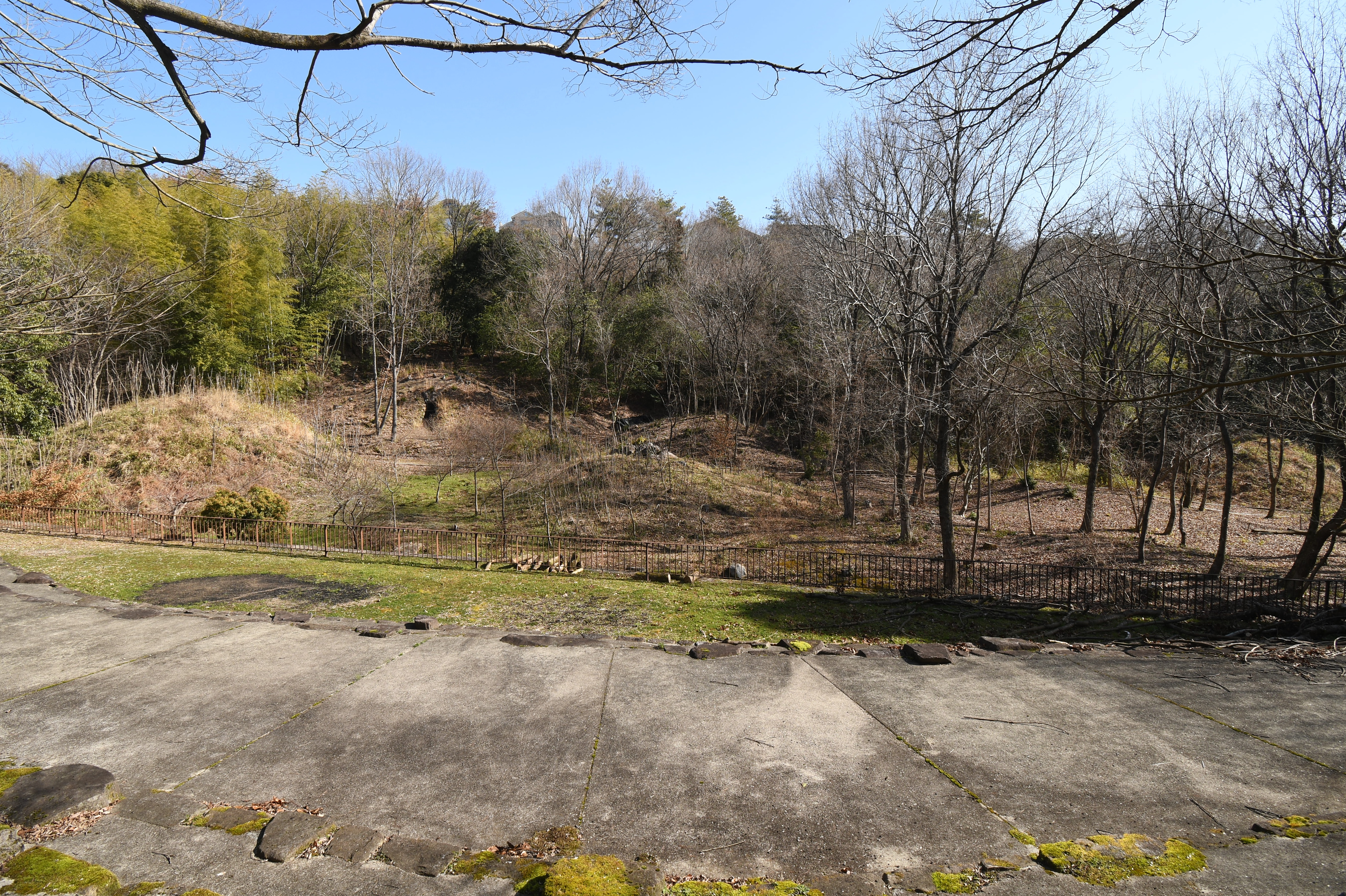
大枝山古墳群 概観

大枝山古墳群（おおえやまこふんぐん）は、京都府京都市西京区御陵大枝山町にある古墳群（群集墳）。13基（附1基）が京都市指定史跡に指定されている。

## 概要
京都盆地西縁、大原野北側において、小畑川支流の下狩川による狭長な開析谷に築造された古墳群である。23基が確認されており、そのうち9基は1980-1987年（昭和55-62年）に公園整備に伴う発掘調査が実施されている。
古墳23基のうち、4-25号墳の20基は谷の狭間に密集し、1・2号墳の2基はそこから南約400メートルの丘陵斜面に離れて位置し、26号墳は下狩川の東側の丘陵内に単独で位置する。いずれも直径10-20メートル程度の円墳で、多くは墳丘を良好に遺存する。いずれも埋葬施設は横穴式石室で、両袖式を中心として、片袖式・無袖式をわずかに含む。両袖式石室は、玄室長3.6メートル・幅2.2メートル程度のものと、玄室長3.2メートル・幅1.7メートル程度のものに大別され、前者が古式とみられる。石室内からは、副葬品として鉄鏃・刀子・須恵器などの遺物が出土しているが、鉄釘・玉類がない点、象嵌装鉄刀・陶質土器杯・装飾須恵器など特徴的遺物が出土した点で注目される。
築造時期は、古墳時代後期-終末期の6世紀末-7世紀初頭頃と推定される。北山城地域における標識となる典型的な群集墳であるとともに、多くの古墳で発掘調査が実施されたことで、古墳の墳丘・石室や群集墳の構造を理解するうえでも重要視される古墳群になる。
13基（附1基）の古墳域は2000年（平成12年）に京都市指定史跡に指定されている。現在は史跡公園「桂坂古墳の森」として整備されているが、公園内への立ち入りは制限され、毎年春・秋の2回のみ公開されている。

## 遺跡歴
- 1914年（大正3年）、梅原末治が「塚原村の群集墳」として、古墳8基を学会に紹介[1]。
- 乙訓地域の分布調査。大枝山古墳群の測量図の作成（京都府教育委員会、1968年に報告）。
- 1967年（昭和42年頃）、丘陵一帯の住宅地建設計画が浮上[1]。
- 1980-1987年（昭和55-62年）、桂坂住宅地内古墳公園整備に伴う発掘調査（京都市埋蔵文化財研究所、1989年に報告）[1]。
  - 1980年（昭和55年）、第1次調査。地形測量、石室開口4基（15・18・20・21号墳）の石室実測、保存対象外7基（4・5・14・23・24・25・26号墳）・推定古墳2基（3・13号墳）の発掘調査。
4・14号墳は移築復元が決定してそれに向けて調査、3・13号墳は古墳でないと判明。
  - 1983-1984年（昭和58-59年）、第2次調査。移築復元予定2基（4・14号墳）・保存対象外となった1基（22号墳）の発掘調査。
22号墳は移築復元が決定、4・14号墳と同様の方法で調査。
  - 1987年（昭和62年）、第3次調査。石室開口1基（21号墳）の整備に伴う発掘調査。
- 2000年（平成12年）4月1日、6・7・8・9・10・11・12・15・16・18・19・20・21号墳の13基が京都市指定史跡に指定（附に移築14号墳1基）。

## 一覧
| 名称         | 墳丘 | 墳丘      | 埋葬施設         | 埋葬施設                          | 埋葬施設                         | 出土品                           | 備考                                                             |
| ------------ | ---- | --------- | ---------------- | --------------------------------- | -------------------------------- | -------------------------------- | ---------------------------------------------------------------- |
| 1号墳        | 円墳 | 直径16m   | 両袖式横穴式石室 | 玄室長2.3m、幅2.2m、高(2.2)m      | 羨道長2.4m、幅1.4m、高1.4m       |                                  | 調査時点で半壊                                                   |
| 2号墳        |      |           |                  |                                   |                                  |                                  | 調査時点で消滅                                                   |
| （3号地点）  |      |           |                  |                                   |                                  |                                  | 非古墳                                                           |
| 4号墳        | 円墳 | 直径19m   | 両袖式横穴式石室 | 玄室長3.6m、幅2.1m、高3.15m       | 羨道長7.65m、幅1.45m、高2.15m    | 耳環・須恵器・土師器             | 調査時点で完存 移築復元のための発掘調査                          |
| 5号墳        | 円墳 | 直径12.5m | 片袖式横穴式石室 | 玄室長2.4m、幅1.4m、高(1.5)m      | 羨道長4.0m、幅1.0m、高(1.3)m     | 鉄鏃                             | 発掘調査                                                         |
| 6号墳        | 円墳 | 直径18.5m |                  |                                   |                                  |                                  | 京都市指定史跡                                                   |
| 7号墳        | 円墳 | 直径18.5m |                  |                                   |                                  |                                  | 京都市指定史跡                                                   |
| 8号墳        | 円墳 | 直径14.5m | 横穴式石室       |                                   |                                  |                                  | 京都市指定史跡                                                   |
| 9号墳        | 円墳 | 直径16m   | 横穴式石室       |                                   |                                  |                                  | 京都市指定史跡                                                   |
| 10号墳       | 円墳 | 直径15m   | 横穴式石室       |                                   |                                  |                                  | 京都市指定史跡                                                   |
| 11号墳       | 円墳 | 直径19.5m | 横穴式石室       | 玄室長(3.6)m、幅(2.0)m、高(1.0)m  | 羨道長(2.0)m、幅(1.1)m、高(0.5)m |                                  | 京都市指定史跡 調査時点で天井石露出                              |
| 12号墳       | 円墳 | 直径16m   |                  |                                   |                                  |                                  | 京都市指定史跡 調査時点で完存                                    |
| （13号地点） |      |           |                  |                                   |                                  |                                  | 非古墳                                                           |
| 14号墳       | 円墳 | 直径14m   | 片袖式横穴式石室 | 玄室長3.1m、幅1.55m、高2.3m       | 羨道長5.55m、幅1.05m、高1.8m     | 耳環・鉄刀・刀子・須恵器・土師器 | 京都市指定史跡（附指定） 調査時点で完存 移築復元のための発掘調査 |
| 15号墳       | 円墳 | 直径18.5m | 両袖式横穴式石室 | 玄室長3.7m、幅2m、高(3.0)m        | 羨道長(6.0)m、幅1.2m、高(2.1)m   | 馬具・須恵器                     | 京都市指定史跡 調査時点で完存、石室開口                          |
| 16号墳       | 円墳 | 直径23.5m | 横穴式石室       |                                   |                                  |                                  | 京都市指定史跡 調査時点で完存                                    |
| （17号地点） |      |           |                  |                                   |                                  |                                  | 非古墳                                                           |
| 18号墳       | 円墳 | 直径15.5m | 両袖式横穴式石室 | 玄室長3.2m、幅1.7m、高(2.2)m      | 羨道長(2.6)m、幅1.2m、高(1.35)m  |                                  | 京都市指定史跡 調査時点で石室開口                                |
| 19号墳       | 円墳 | 直径11m   | 横穴式石室       |                                   |                                  |                                  | 京都市指定史跡                                                   |
| 20号墳       | 円墳 | 直径20m   | 両袖式横穴式石室 | 玄室長3.65m、幅2.2m、高(2.6)m     | 羨道長(2.5)m、幅(1.0)m、高(1.6)m |                                  | 京都市指定史跡 調査時点で石室開口                                |
| 21号墳       | 円墳 | 直径20m   | 両袖式横穴式石室 | 玄室長3.6m、幅1.7m、高2.6m        | 羨道長6.55m、幅1.1m、高2.0m      | 耳環・鉄鏃・刀子・須恵器・土師器 | 京都市指定史跡 調査時点で完存、石室開口 発掘調査                 |
| 22号墳       | 円墳 | 直径20m   | 両袖式横穴式石室 | 玄室長3.6m、幅2.25m、高2.3m       | 羨道長7.5m、幅1.4m、高1.9m       | 耳環・刀子・須恵器・土師器       | 調査時点で完存 移築復元のための発掘調査                          |
| 23号墳       | 円墳 | 直径16m   | 両袖式横穴式石室 | 玄室長3.1m、幅1.8m、高(2.15)m     | 羨道長5.4m、幅1.25m、高(1.55)m   | 須恵器・土師器                   | 発掘調査                                                         |
| 24号墳       | 円墳 | 直径15m   |                  |                                   |                                  | 須恵器                           | 発掘調査                                                         |
| 25号墳       | 円墳 | 直径19.5m | 両袖式横穴式石室 | 玄室長3.1m、幅2m、高(0.8)m        | 羨道長6.8m、幅1.3m、高(2.1)m     | 耳環・鉄刀・鉄鏃・須恵器・土師器 | 発掘調査                                                         |
| 26号墳       | 円墳 | 直径9.9m  | 両袖式横穴式石室 | 玄室長(3.35)m、幅1.35m、高(0.75)m |                                  | 須恵器                           | 発掘調査                                                         |

### 移築14号墳

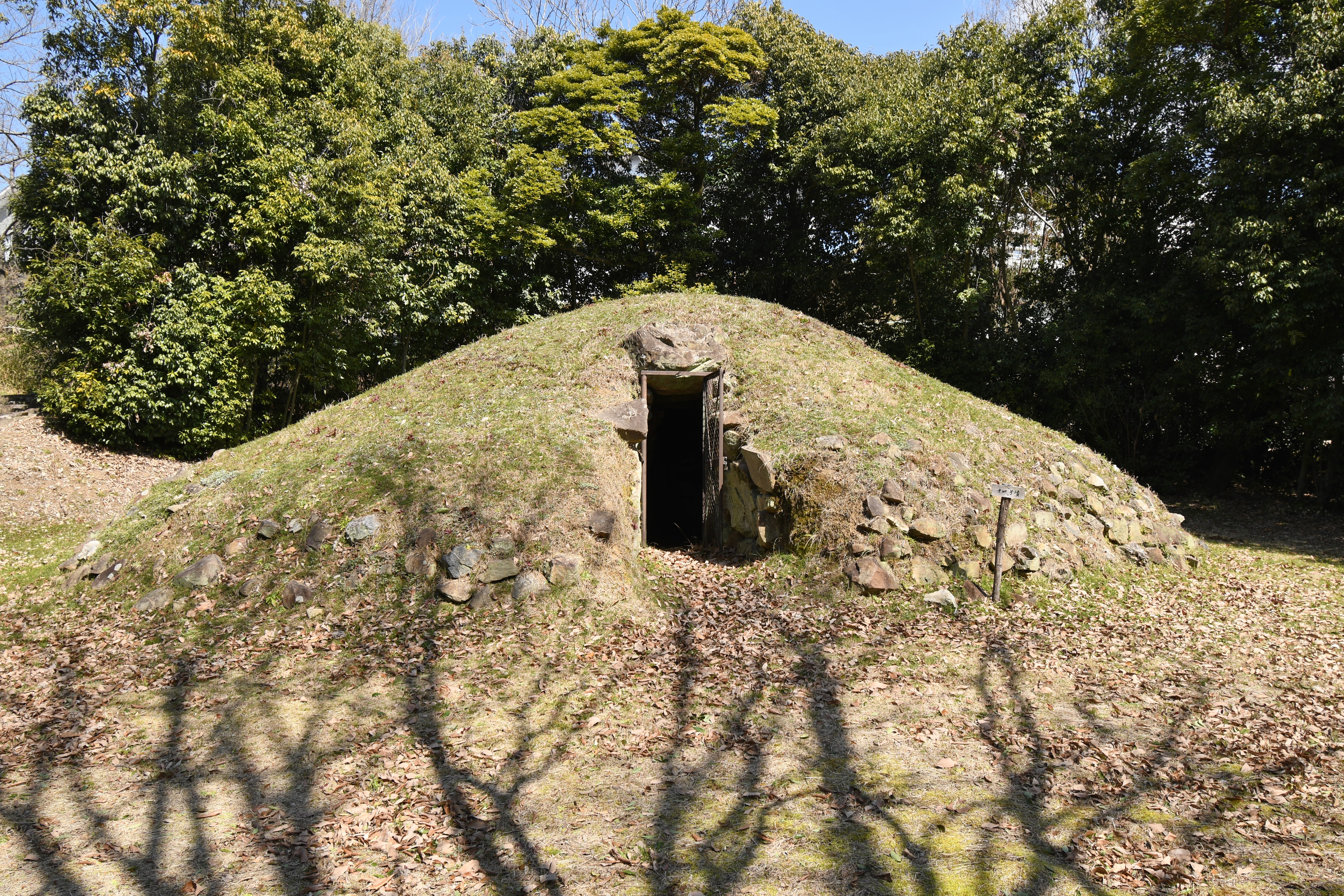
移築墳丘・石室開口部
移築石室俯瞰図
移築石室展開図
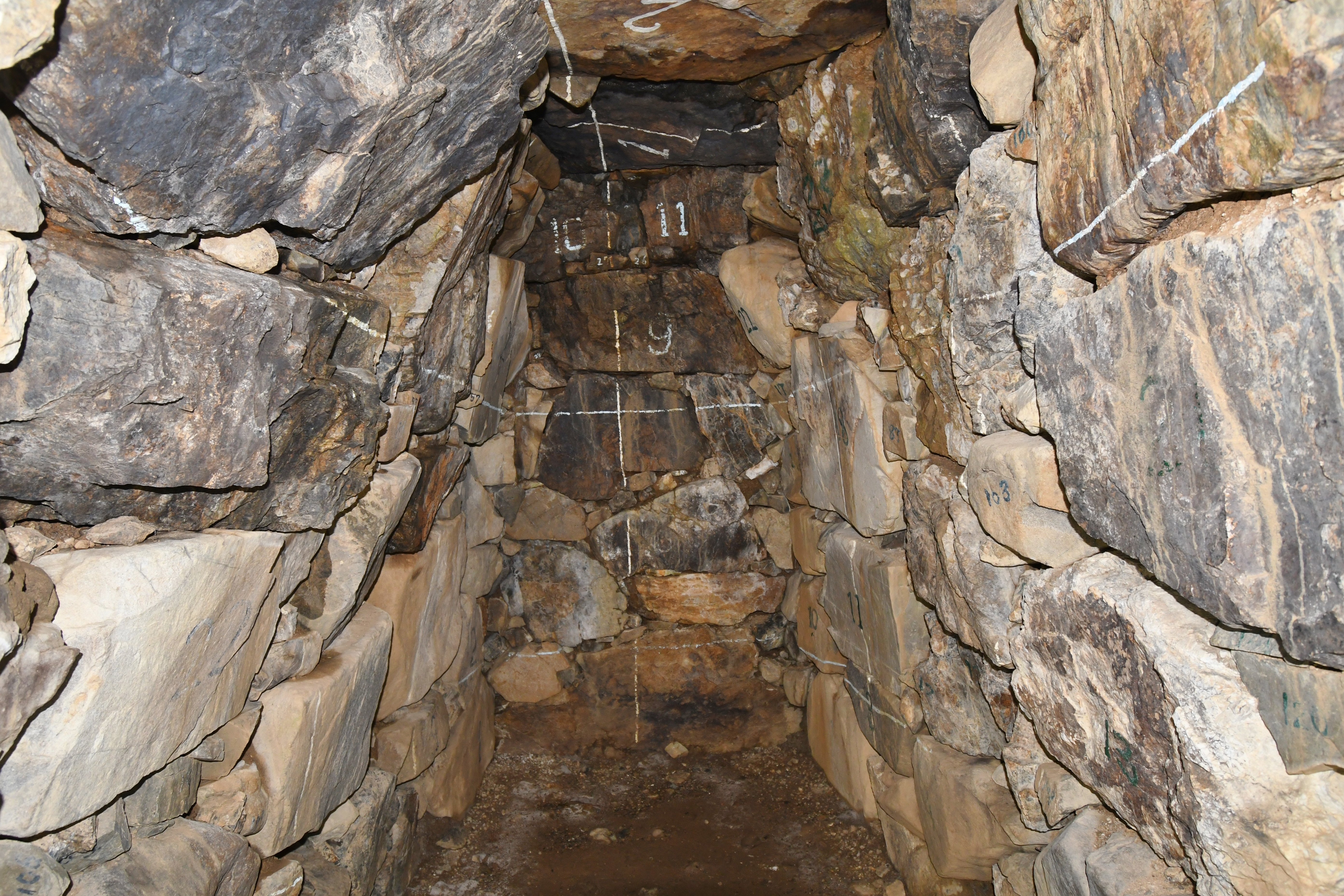
玄室（奥壁方向）
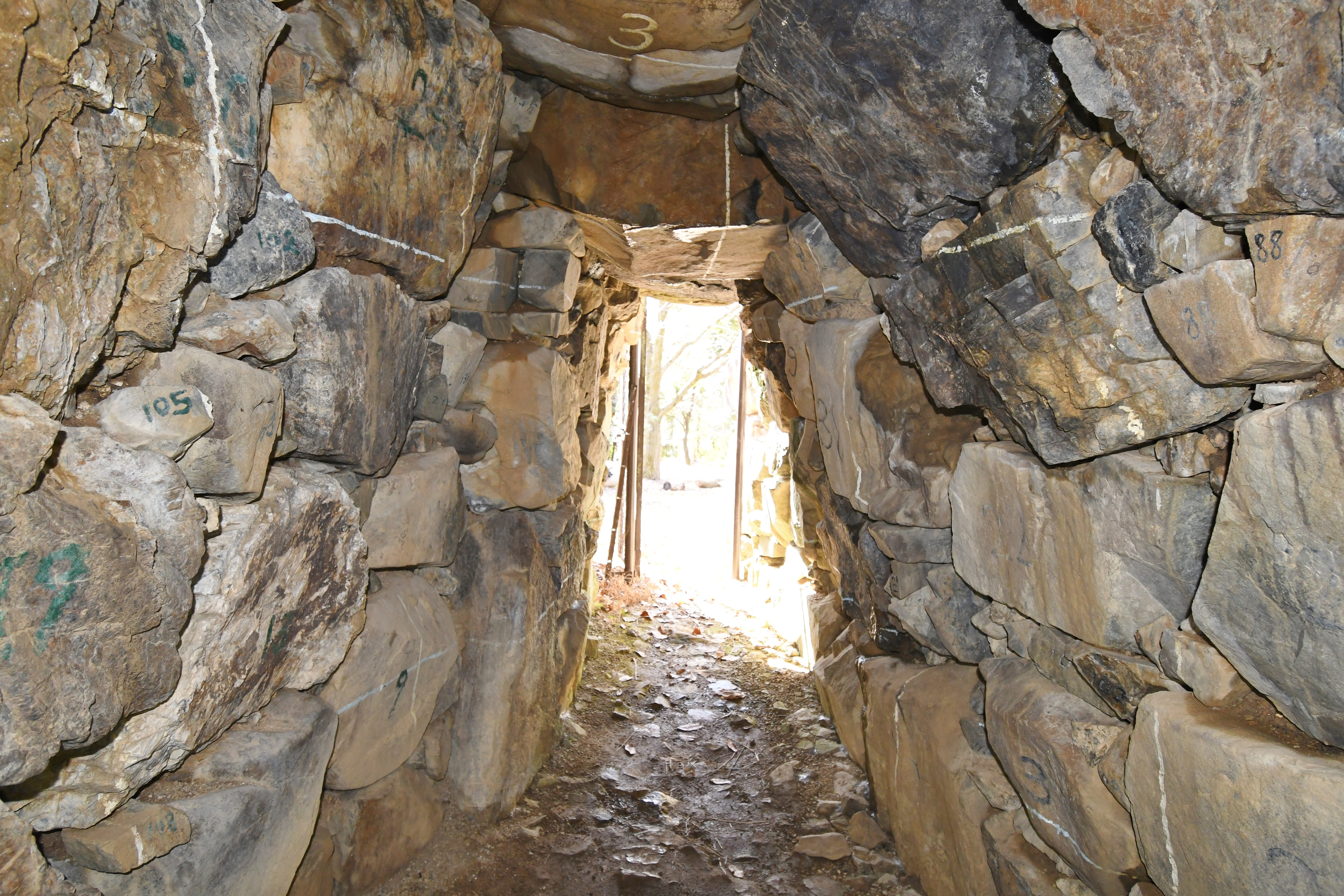
玄室（開口部方向）
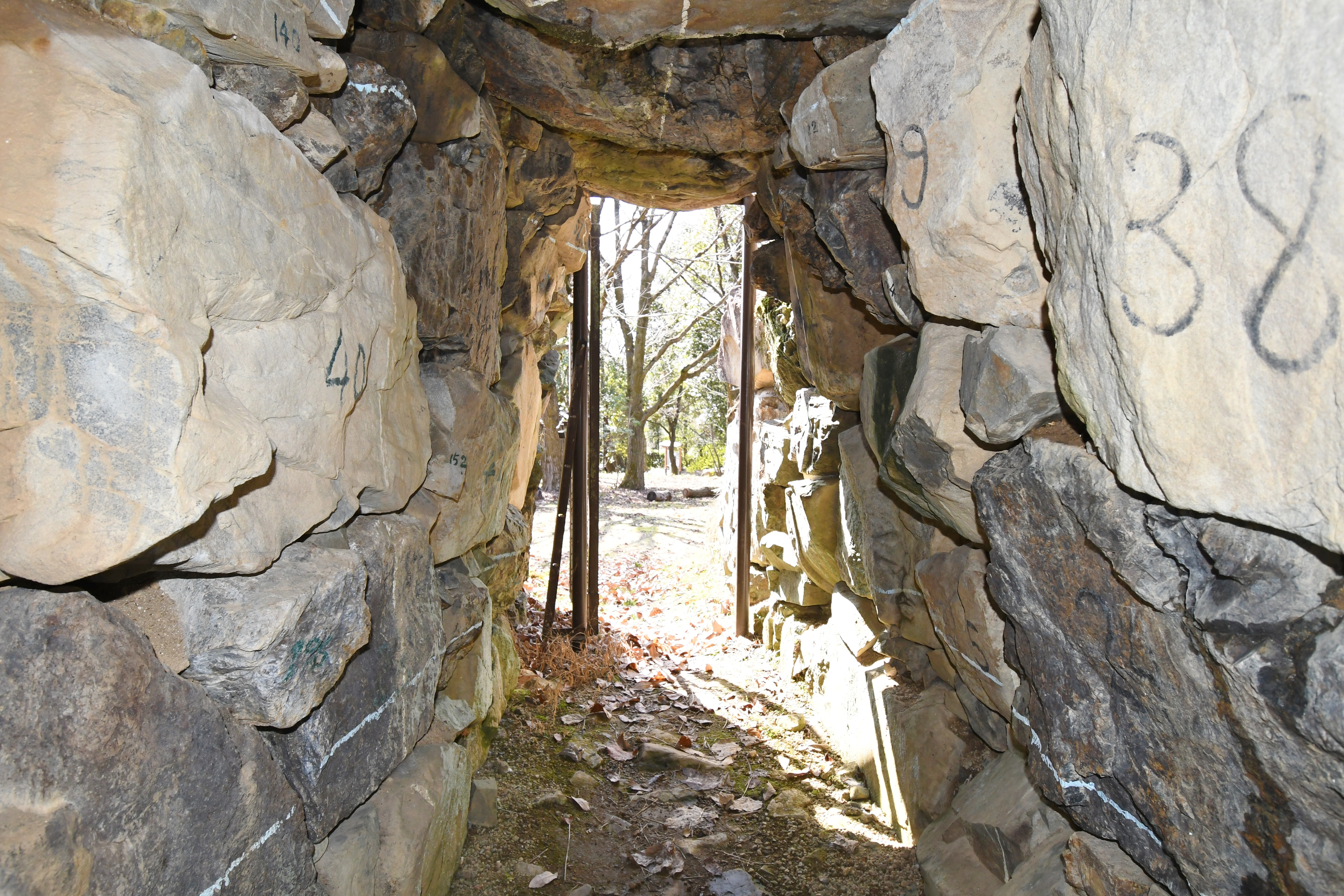
羨道（開口部方向）
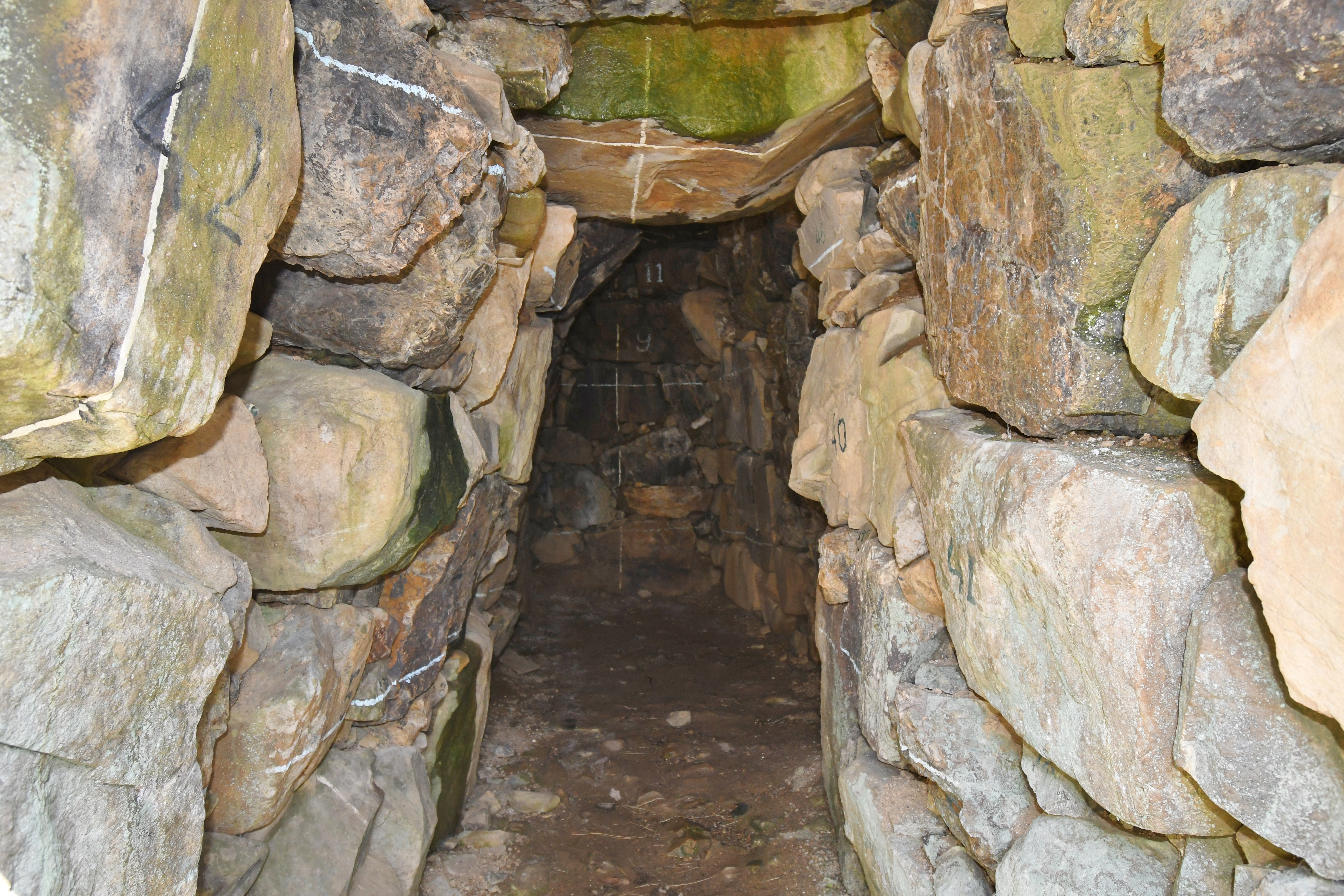
羨道（玄室方向）
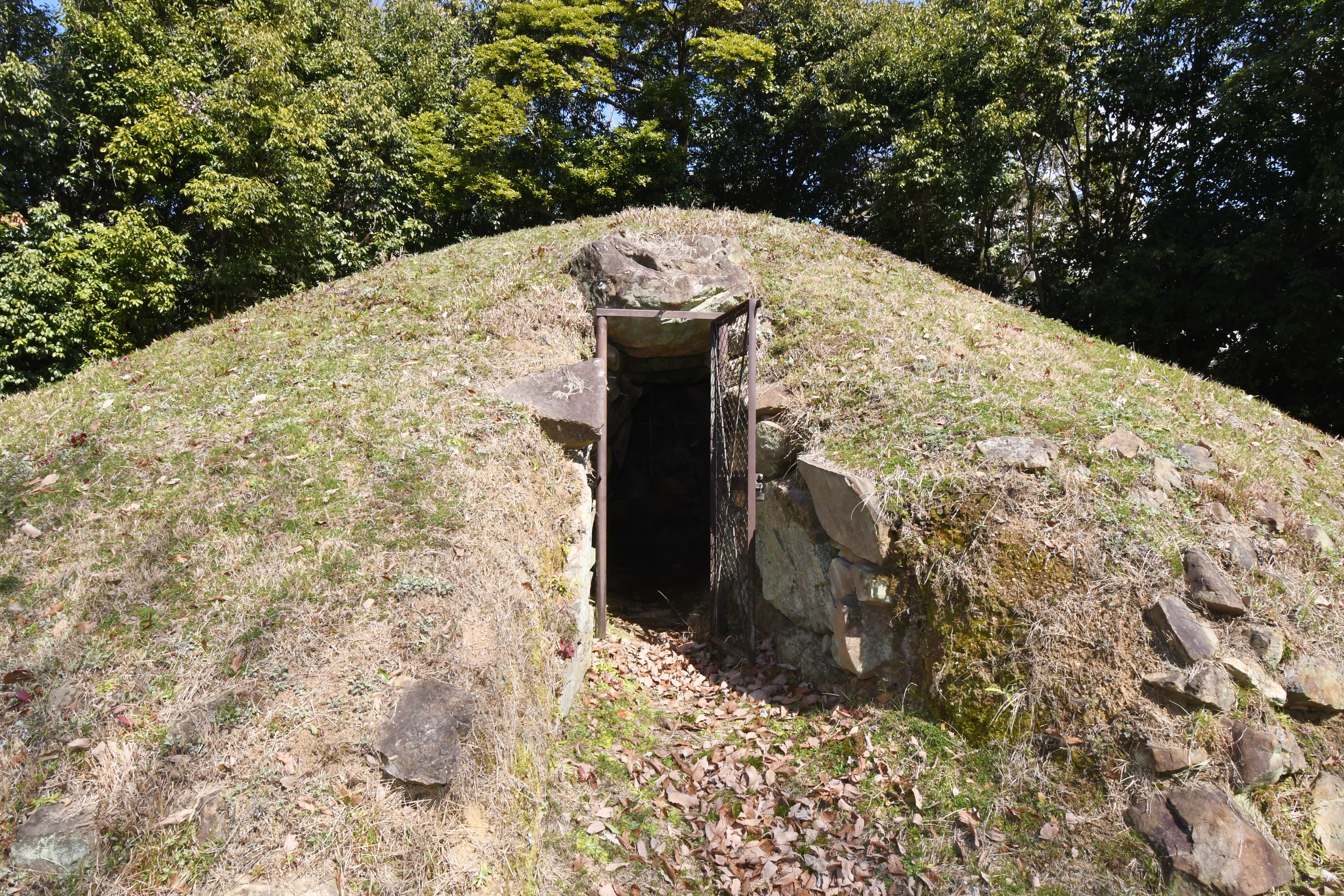
開口部

### 15号墳

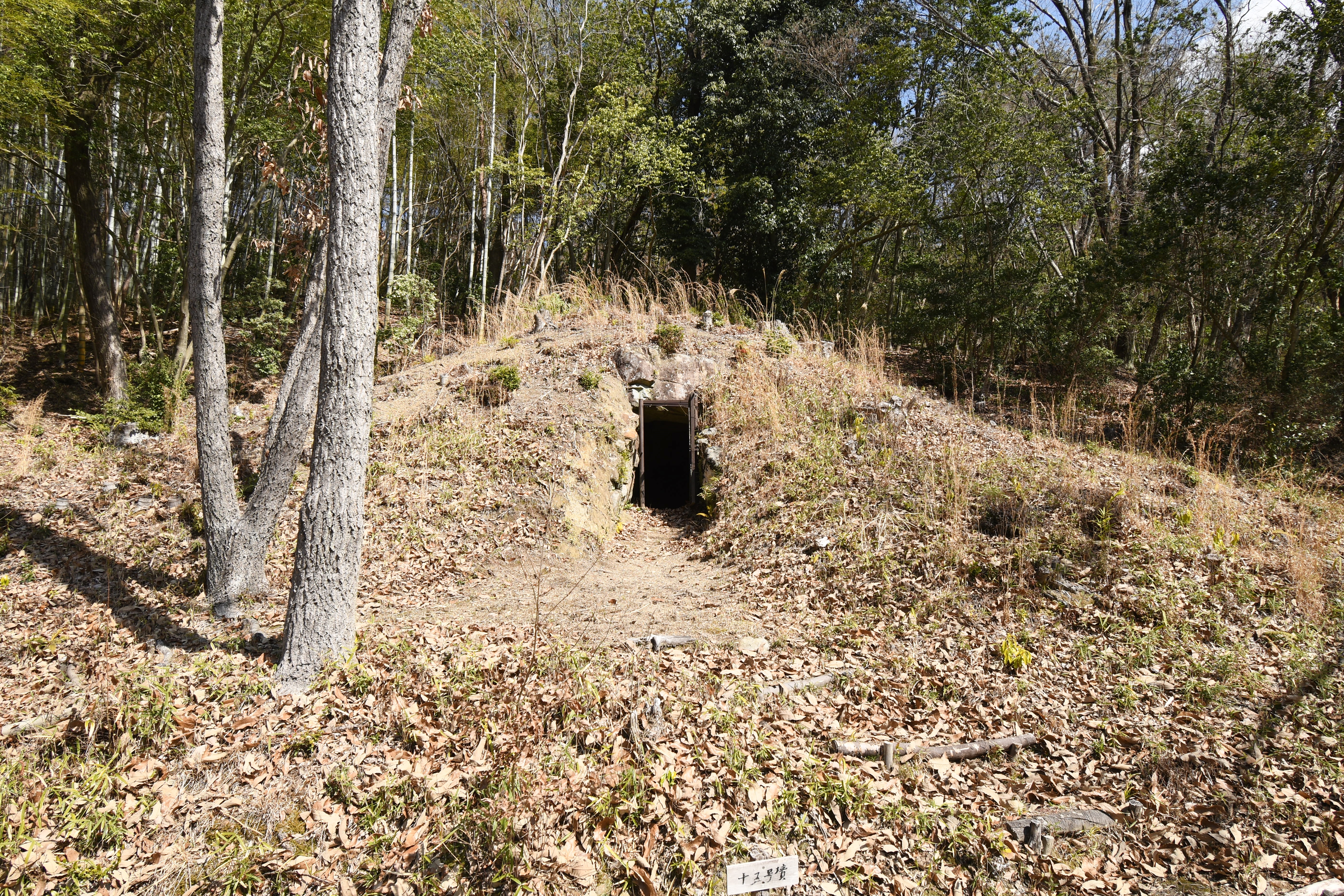
墳丘・石室開口部
石室俯瞰図
石室展開図
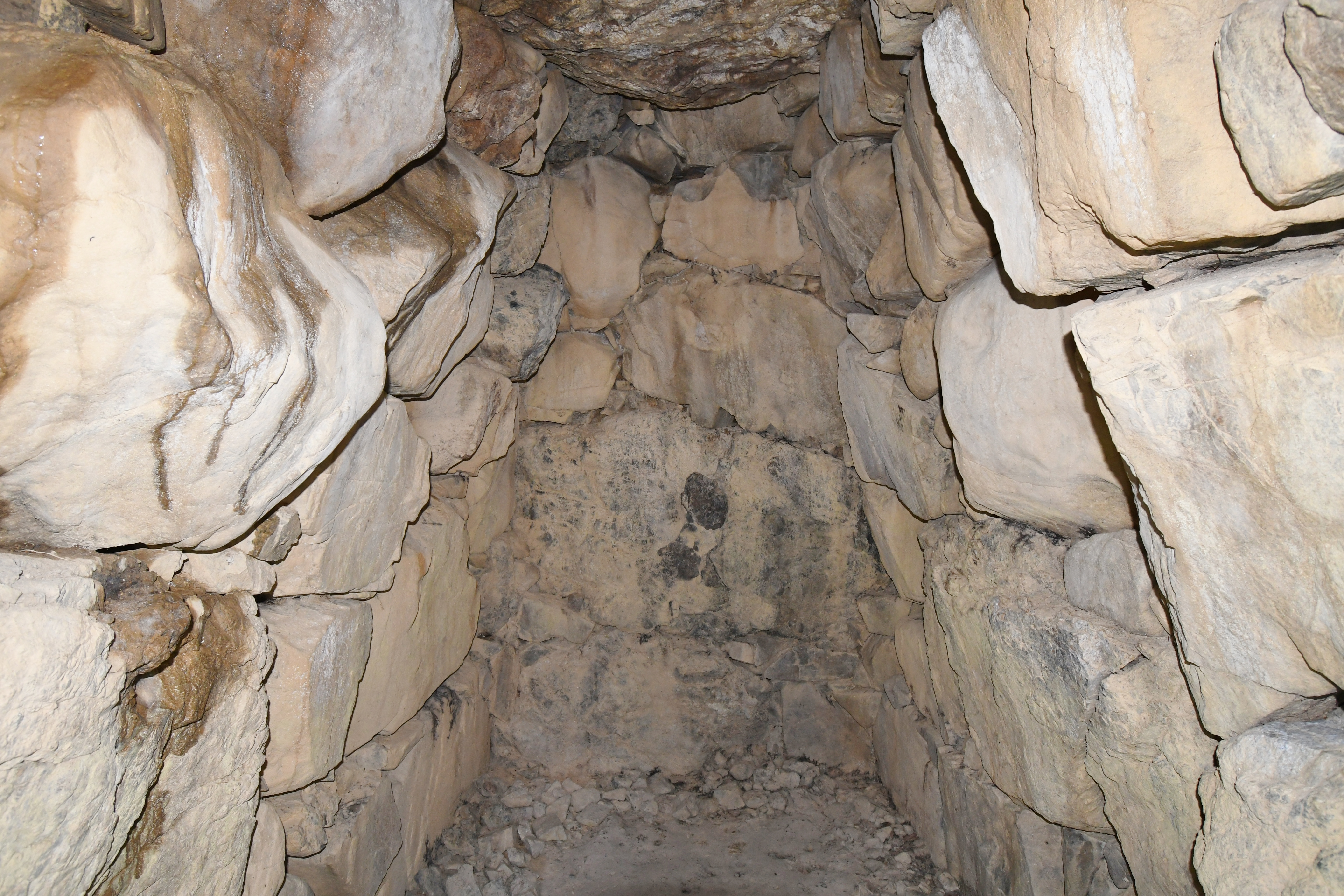
玄室（奥壁方向）
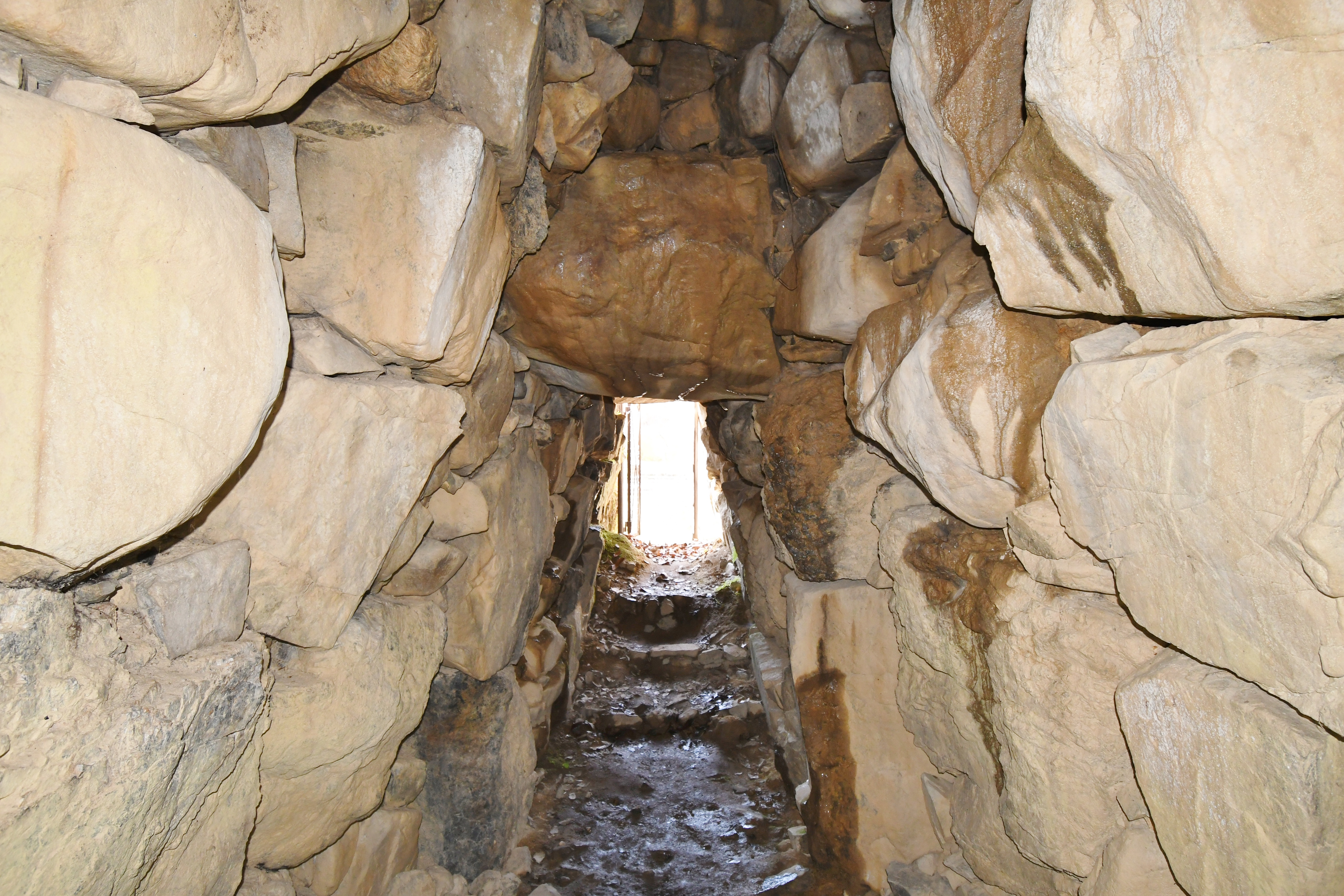
玄室（開口部方向）
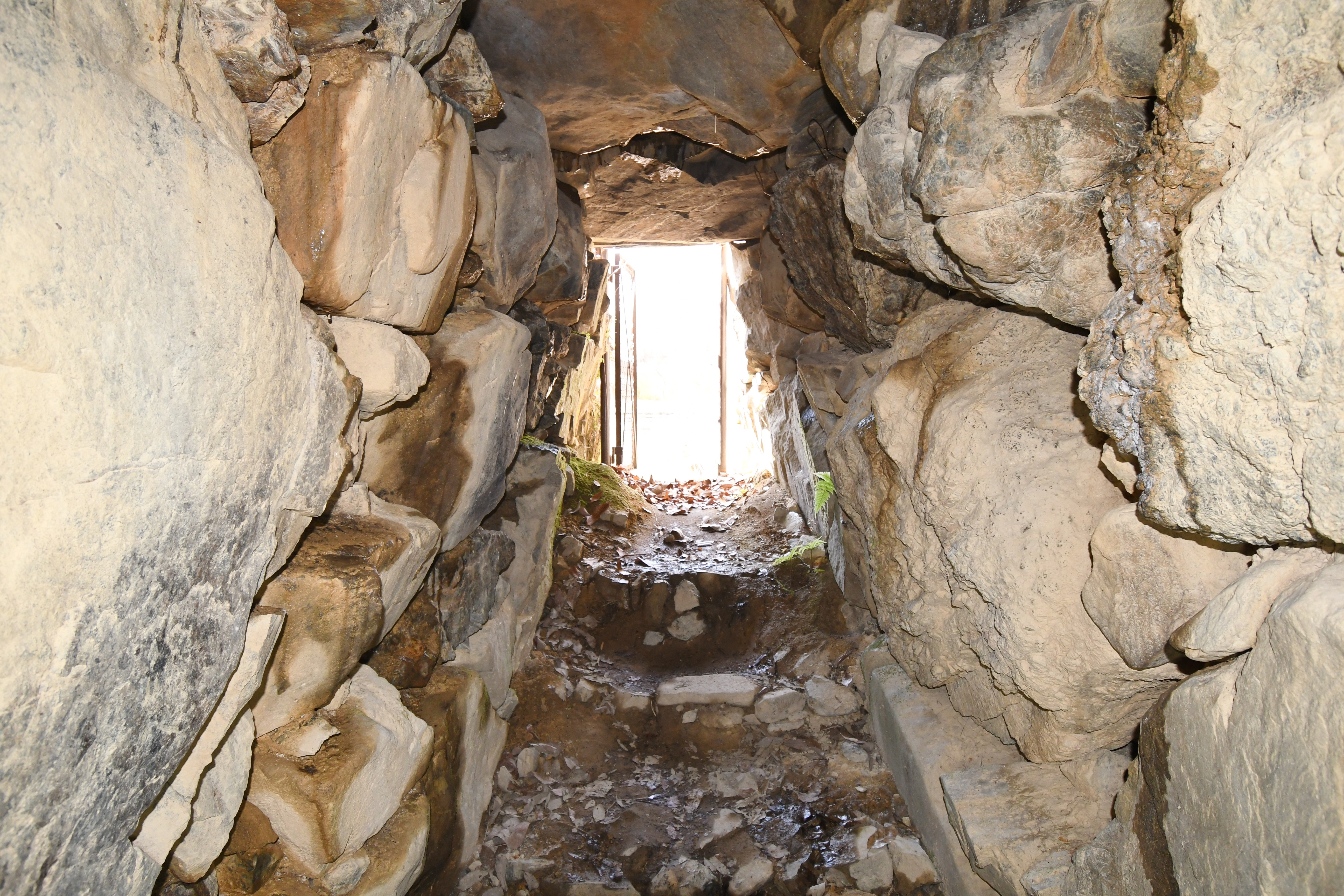
羨道（開口部方向）
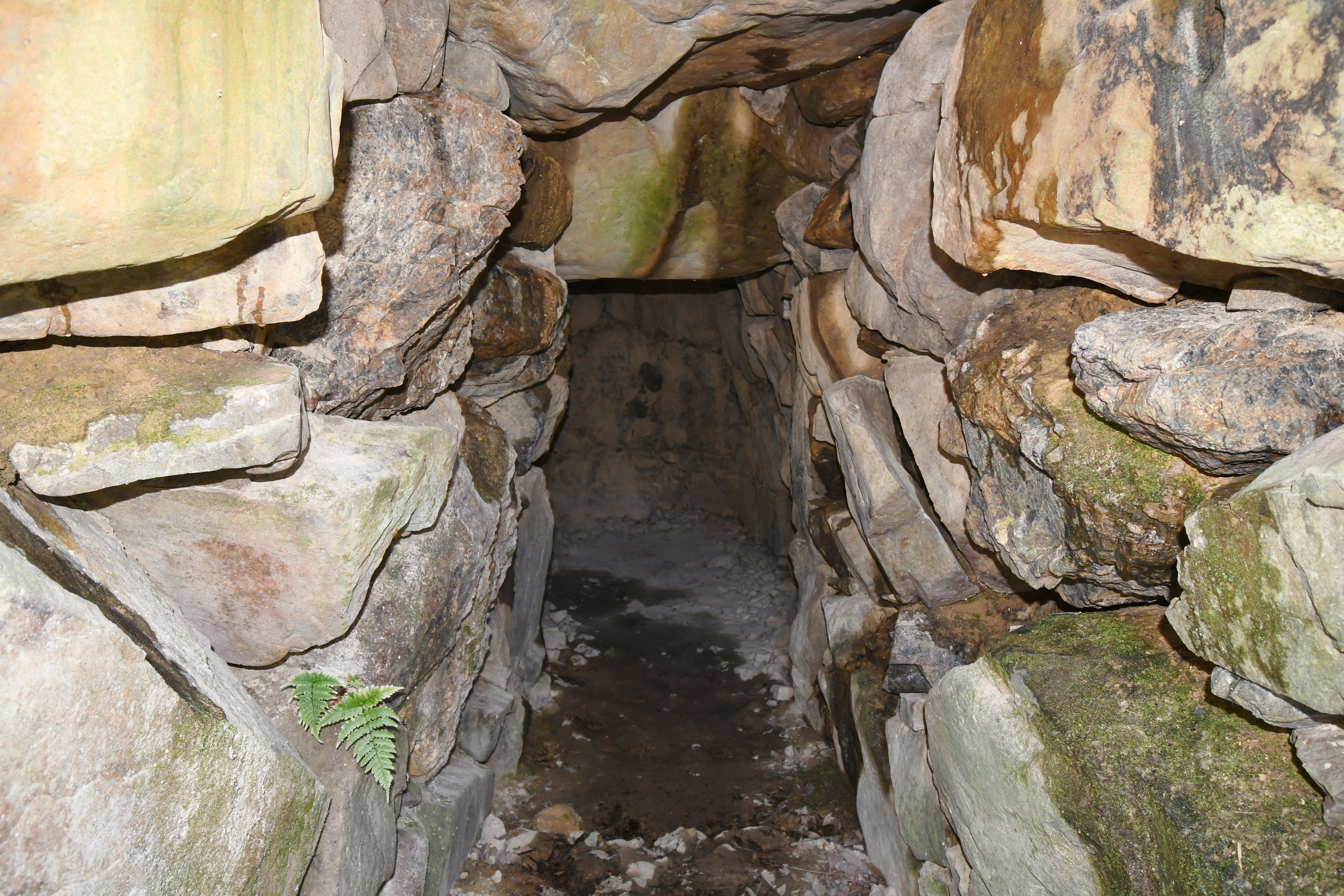
羨道（玄室方向）
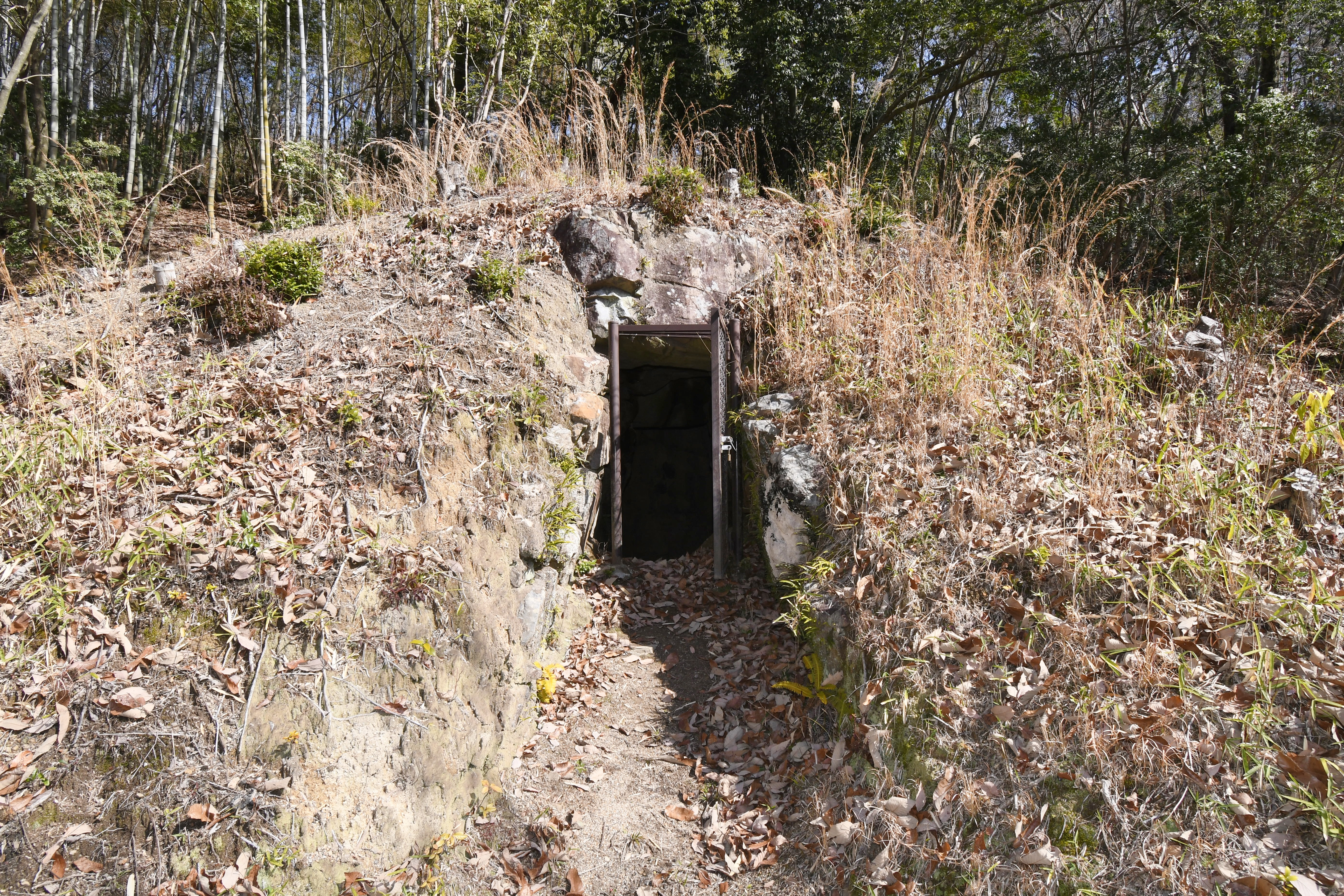
開口部

### 21号墳

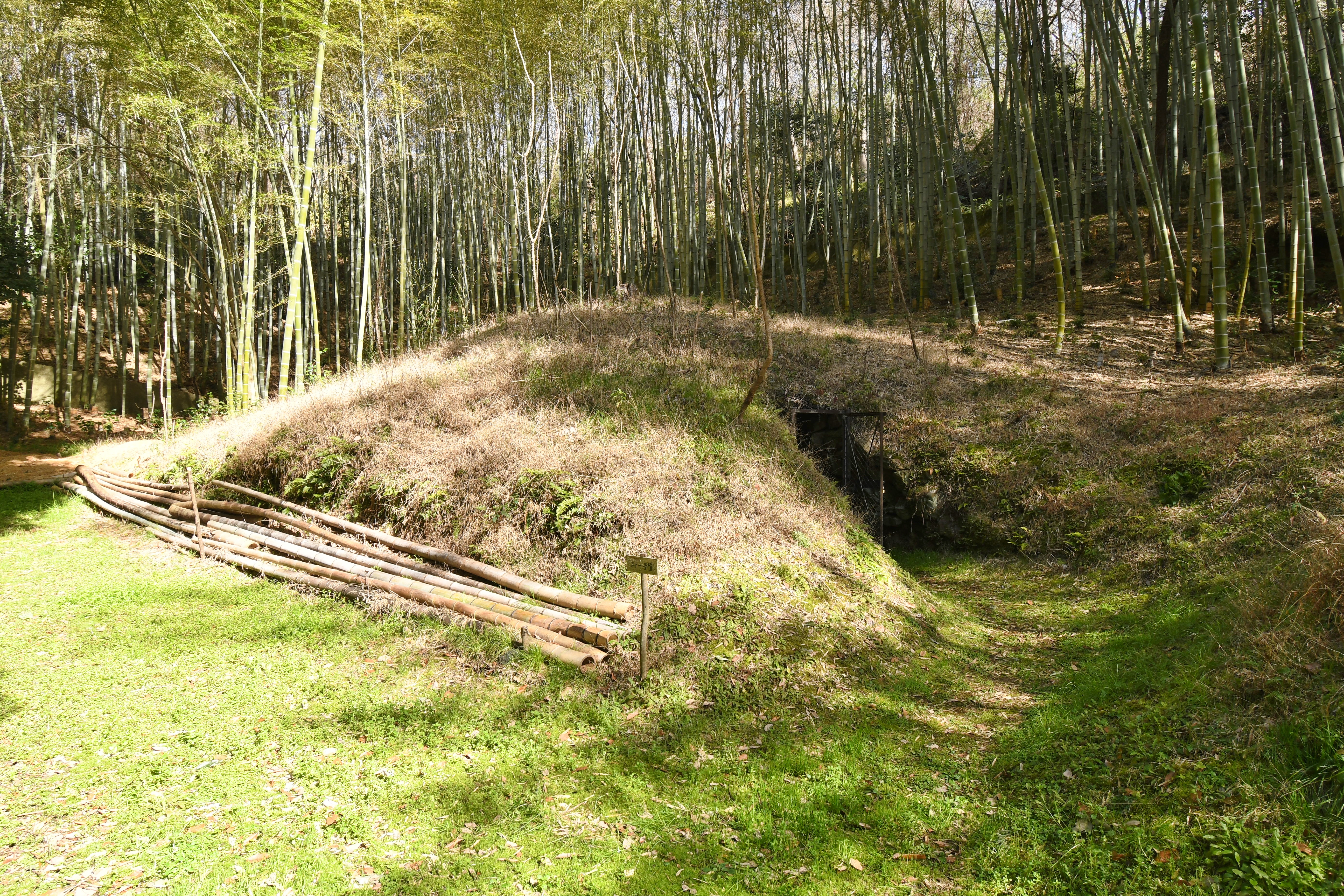
墳丘・石室開口部
石室俯瞰図
石室展開図
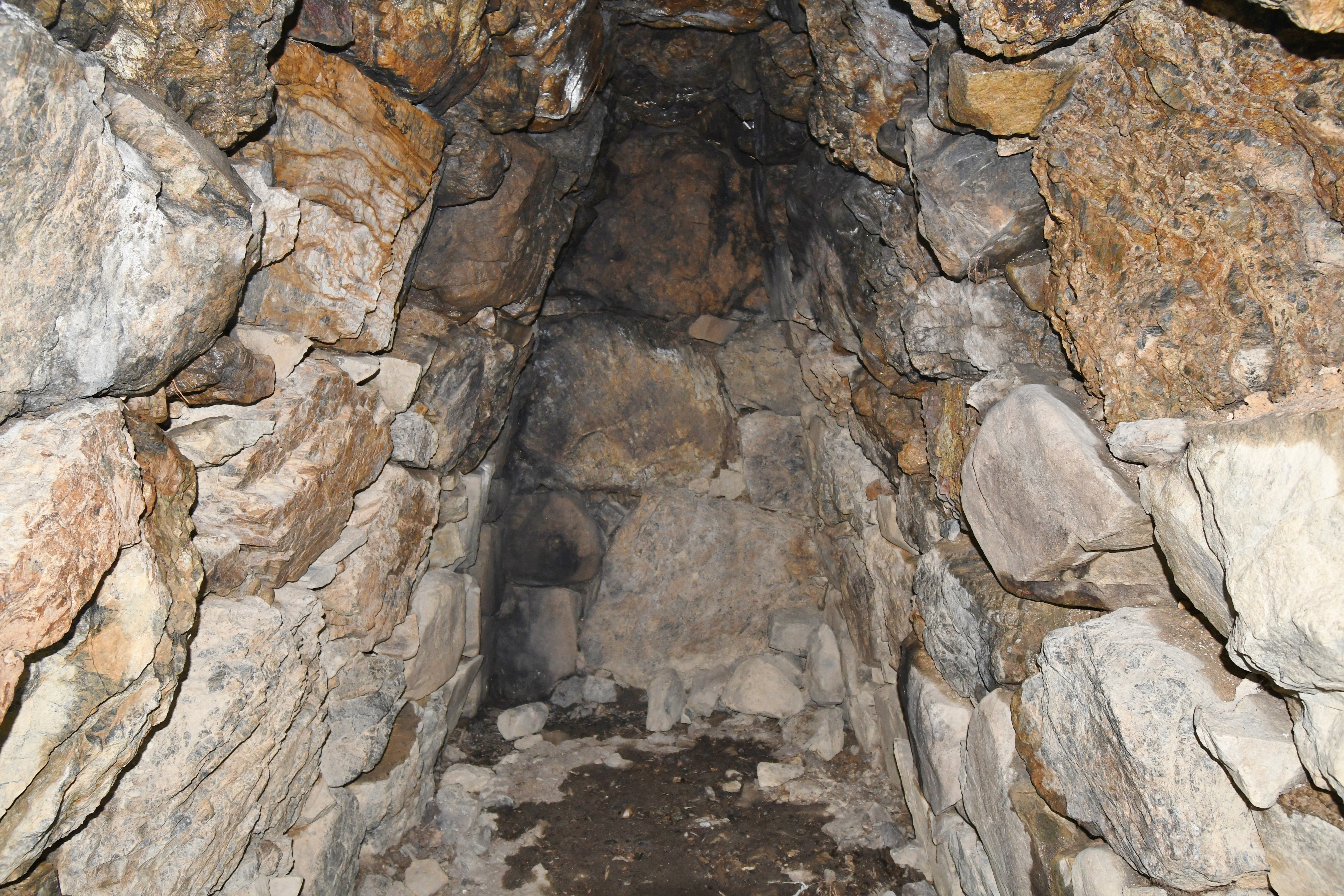
玄室（奥壁方向）
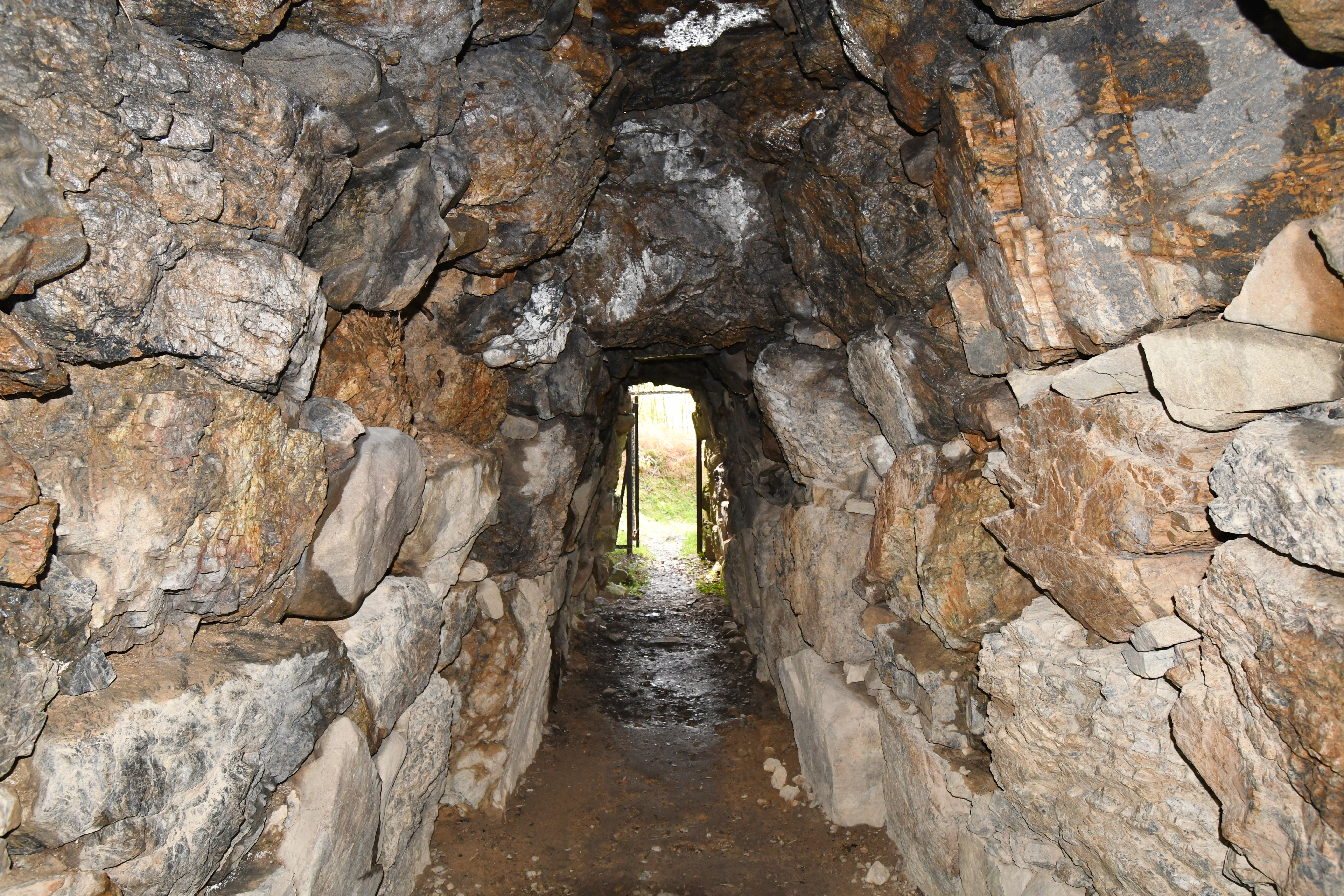
玄室（開口部方向）
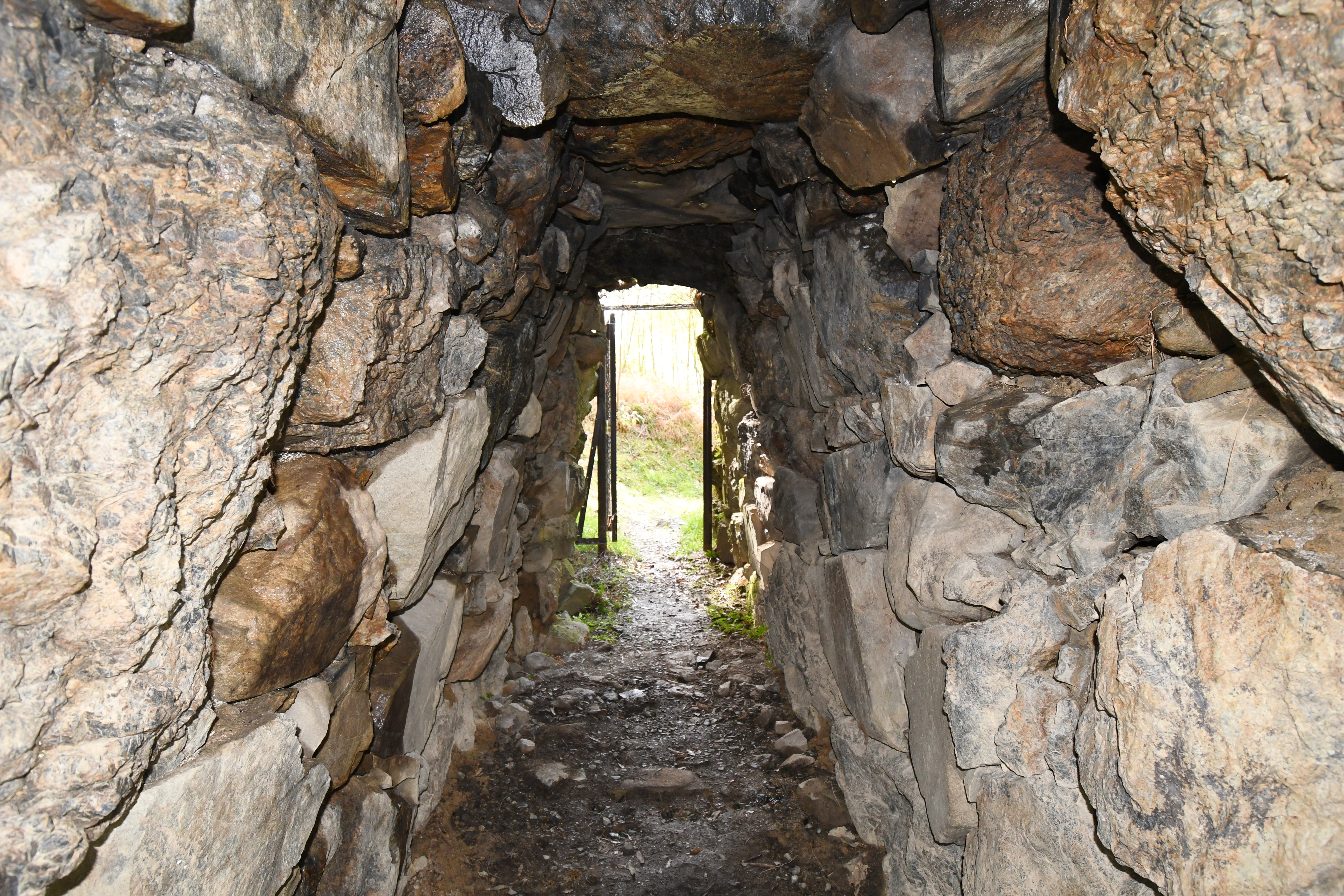
羨道（開口部方向）
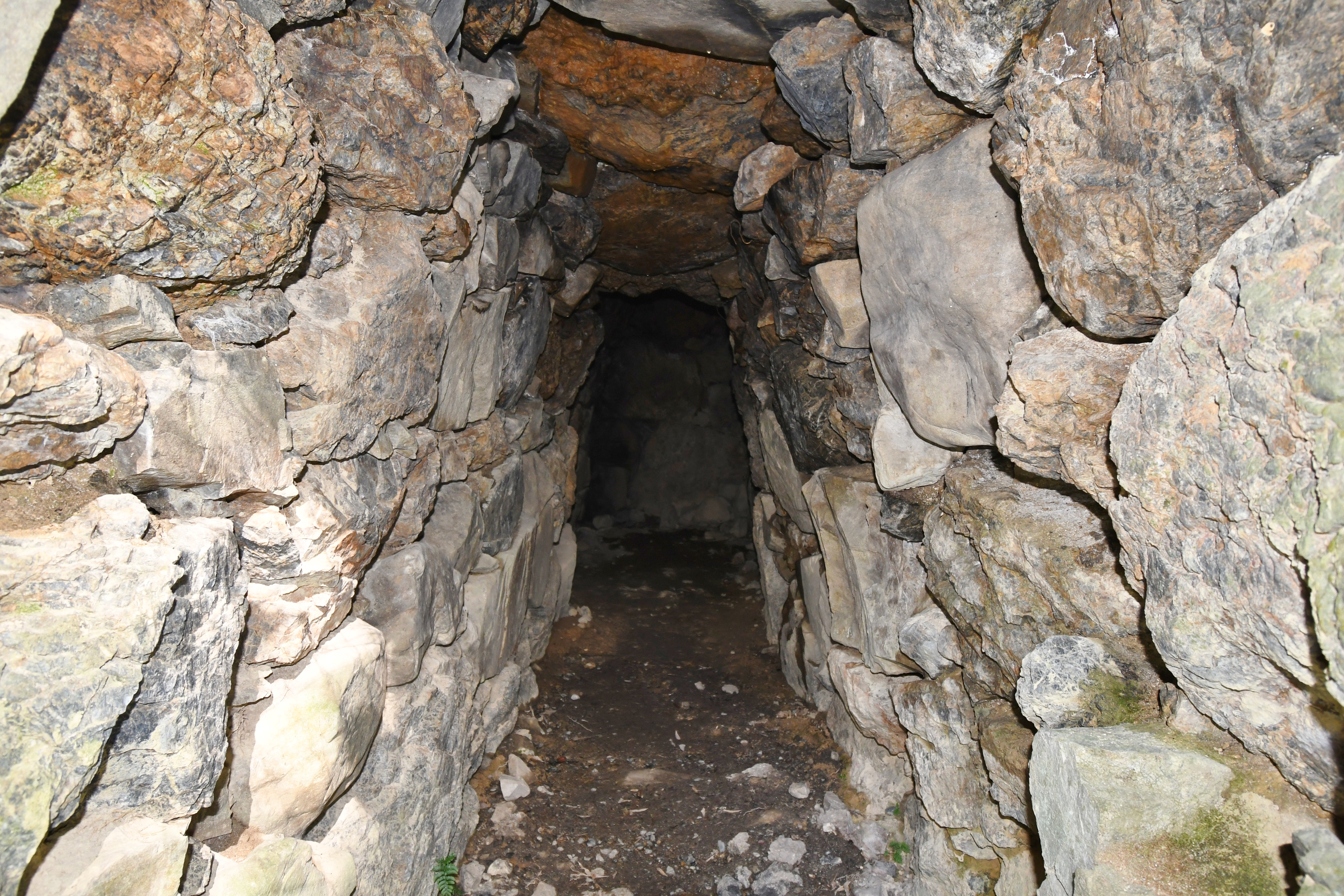
羨道（玄室方向）
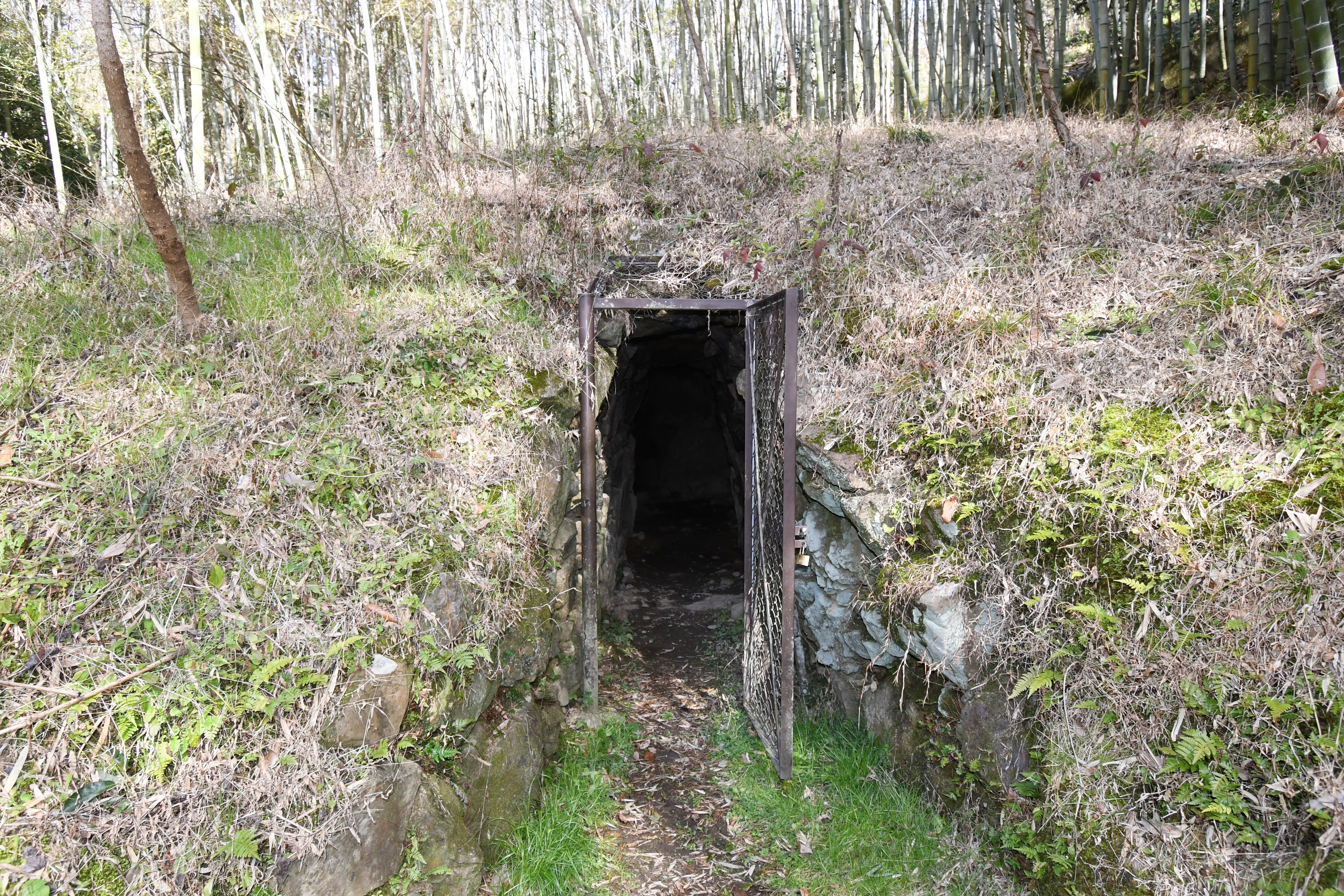
開口部

### その他

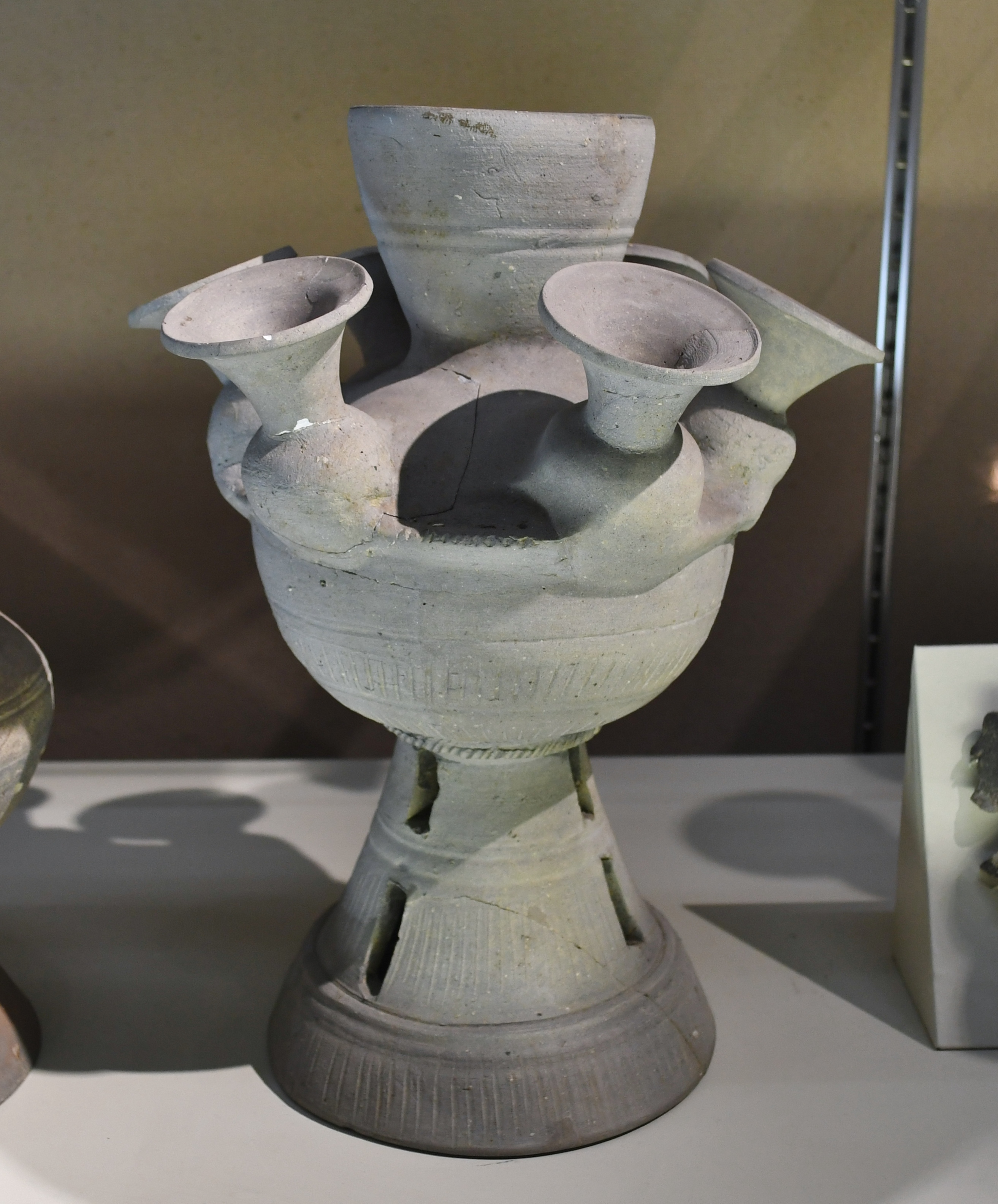
22号墳 須恵器 脚付子持壺 京都市考古資料館展示。
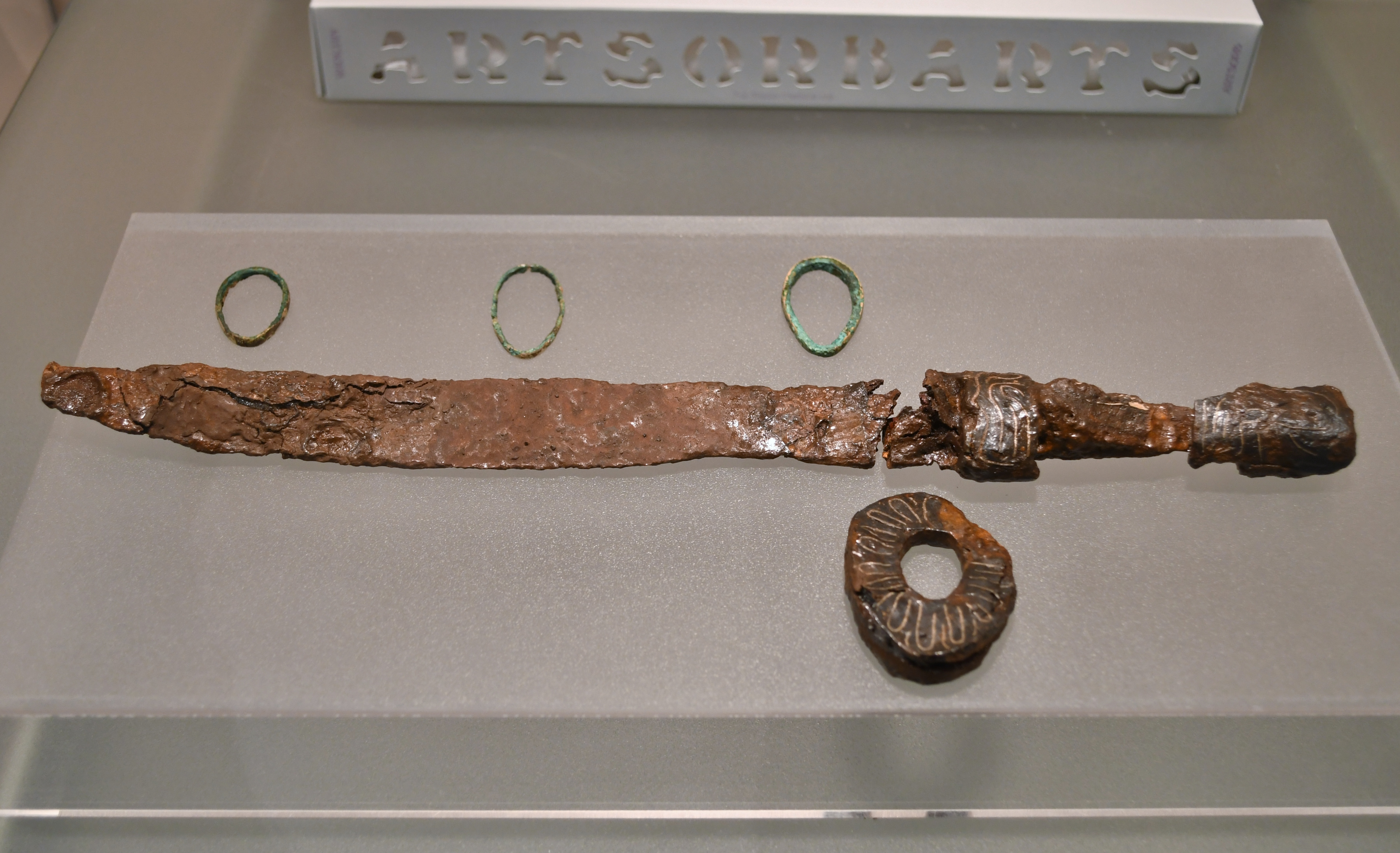
25号墳 象嵌装鉄刀 京都市考古資料館企画展示時に撮影。
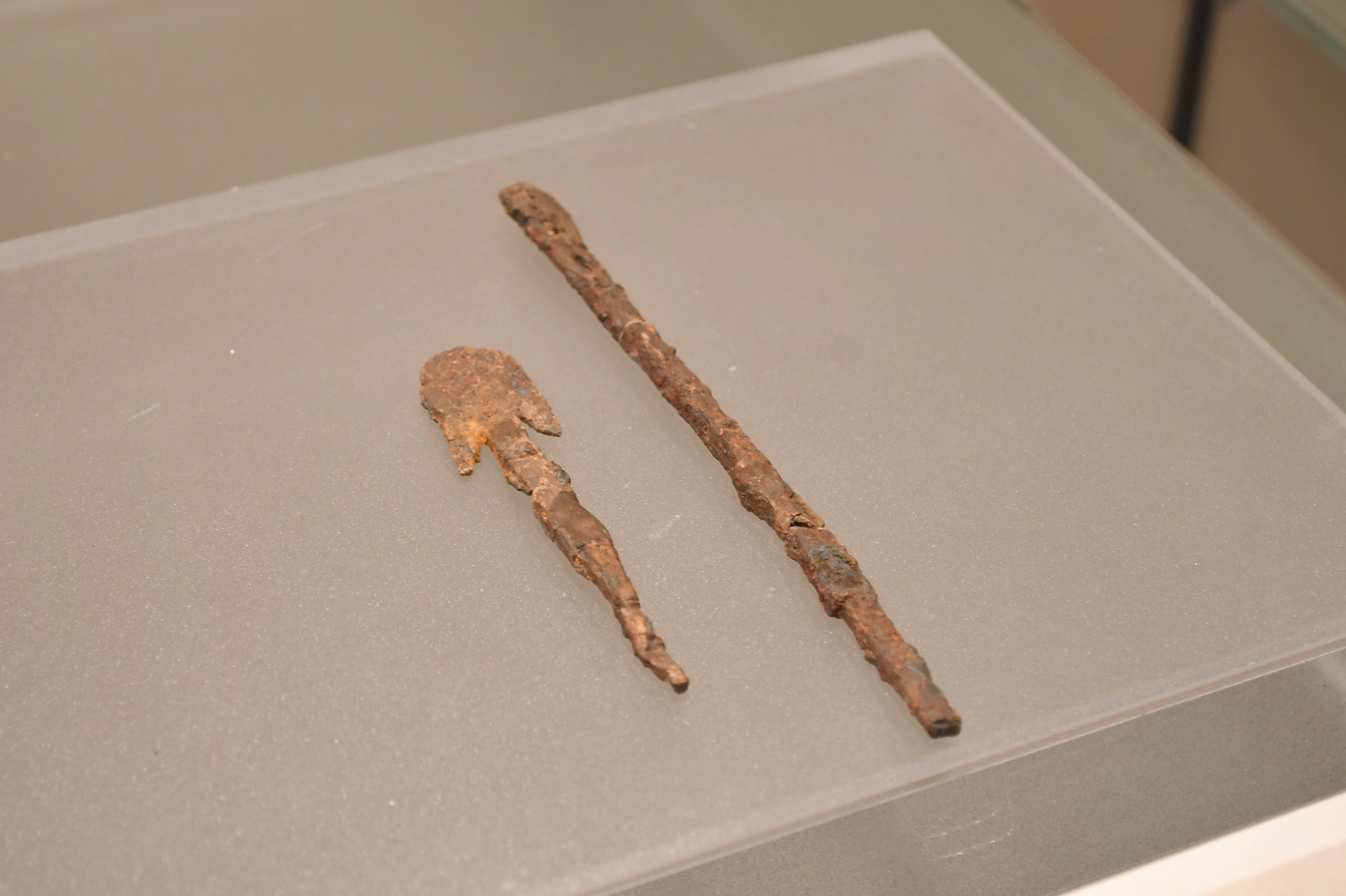
25号墳 鉄鏃 京都市考古資料館企画展示時に撮影。

## 文化財

### 京都市指定文化財
- 史跡
  - 大枝山古墳群（6～12、15、16、18～21号墳、附 14号墳） - 2000年（平成12年）4月1日指定。

## 関連施設
- 京都市考古資料館（京都市上京区元伊佐町） - 大枝山古墳群の出土品を保管・展示。

## 関連文献
（記事執筆に使用していない関連文献）
- 梅原末治「山城の古墳墓」『人類學雜誌』第29巻第12号、日本人類学会、1914年、466-478頁。
- 「向日丘陵地周辺遺跡分布調査概要」『埋蔵文化財発掘調査概報』京都府教育委員会、1968年。
- 京都大学考古学研究会 編『嵯峨野の古墳時代 -御堂ヶ池群集墳発掘調査報告-』京大考古学研究会出版事務局、1971年。